# Black Coffee (chanson d'All Saints)
 (mai 2021).
La mise en forme du texte ne suit pas les recommandations de Wikipédia : il faut le « wikifier ».
Les points d'amélioration suivants sont les cas les plus fréquents. Le détail des points à revoir est peut-être précisé sur la page de discussion.
- Les titres sont pré-formatés par le logiciel. Ils ne sont ni en capitales, ni en gras.
- Le texte ne doit pas être écrit en capitales (les noms de famille non plus), ni en gras, ni en italique, ni en « petit »…
- Le gras n'est utilisé que pour surligner le titre de l'article dans l'introduction, une seule fois.
- L'italique est rarement utilisé : mots en langue étrangère, titres d'œuvres, noms de bateaux, etc.
- Les citations ne sont pas en italique mais en corps de texte normal. Elles sont entourées par des guillemets français : « et ».
- Les listes à puces sont à éviter, des paragraphes rédigés étant largement préférés. Les tableaux sont à réserver à la présentation de données structurées (résultats, etc.).
- Les appels de note de bas de page (petits chiffres en exposant, introduits par l'outil «  Source ») sont à placer entre la fin de phrase et le point final[comme ça].
- Les liens internes (vers d'autres articles de Wikipédia) sont à choisir avec parcimonie. Créez des liens vers des articles approfondissant le sujet. Les termes génériques sans rapport avec le sujet sont à éviter, ainsi que les répétitions de liens vers un même terme.
- Les liens externes sont à placer uniquement dans une section « Liens externes », à la fin de l'article. Ces liens sont à choisir avec parcimonie suivant les règles définies. Si un lien sert de source à l'article, son insertion dans le texte est à faire par les notes de bas de page.
- La présentation des références doit suivre les conventions bibliographiques. Il est recommandé d'utiliser les modèles {{Ouvrage}}, {{Chapitre}}, {{Article}}, {{Lien web}} et/ou {{Bibliographie}}. Le mode d'édition visuel peut mettre en forme automatiquement les références.
- Insérer une infobox (cadre d'informations à droite) n'est pas obligatoire pour parachever la mise en page.

Pour une aide détaillée, merci de consulter Aide:Wikification.
Si vous pensez que ces points ont été résolus, vous pouvez retirer ce bandeau et améliorer la mise en forme d'un autre article.
Pour les articles homonymes, voir Black Coffee (homonymie).
Singles de All Saints
Pure Shores
(2000) All Hooked Up
(2001)
Clip vidéo
[vidéo] « Black Coffee », sur YouTube
Black Coffee est une chanson interprétée par le girl group britanno-canadien All Saints, sortie en single le 2 octobre 2000 sur le label London Records comme deuxième extrait de l'album Saints & Sinners.
Le morceau est produit par William Orbit, et écrit par Tom Nichols, Alexander von Soos et Kirsty Bertarelli (créditée comme Kirsty Elizabeth), initialement conçu comme un single pour Kirsty sous le titre de I Wouldn't Wanna Be. Il s'agit d'une chanson d'amour triste, dont les paroles proviennent de la relation de Kirsty avec l'entrepreneur suisse Ernesto Bertarelli, éprouvant des sentiments de coup de foudre et de contentement. De nombreux conflits entre les membres du groupe eurent lieu pendant la promotion du single, ce qui amena finalement le groupe à se séparer de manière controversée en janvier 2001.
La chanson reçut un accueil généralement favorable des critiques qui la comparèrent au précédent single Pure Shores pour leur prestation mélancolique et la production d'Orbit. Sa structure non conventionnelle a également été citée comme influence sur le son des girl groups tels que les Sugababes et Girls Aloud. Ce fut un succès commercial qui marqua le cinquième et dernier single numéro un du groupe au Royaume-Uni. Il atteignit également le top 10 en Irlande, en Italie, aux Pays-Bas, en Nouvelle-Zélande et en Suède.

## Clip vidéo
Le clip du morceau fut dirigé par Bo Johan Renck et met en vedette un couple qui se dispute dans l'un des appartements d'un immeuble de grande hauteur. Tourné le 17 aout 2000 aux Ealing Studios à Londres, le tournage éprouva bon nombre de difficultés car les All Saints n'étaient pas en bons termes à l'époque et avaient demandé que leurs scènes fussent tournées séparément,. La vidéo fut diffusée en forte rotation sur les ondes de MTV Europe à partir du 4 septembre 2000.

## Classements hebdomadaires
| Classement (2000)                       | Meilleure position |
| --------------------------------------- | ------------------ |
| Allemagne (GfK Entertainment)           | 31                 |
| Australie (ARIA)                        | 20                 |
| Belgique (Flandre Ultratop 50 Singles)  | 42                 |
| Belgique (Wallonie Ultratop 50 Singles) | 31                 |
| Écosse (OCC)                            | 3                  |
| Finlande (Suomen virallinen lista)      | 11                 |
| France (SNEP)                           | 33                 |
| Irlande (IRMA)                          | 6                  |
| Italie (FIMI)                           | 7                  |
| Norvège (VG-lista)                      | 14                 |
| Nouvelle-Zélande (RMNZ)                 | 7                  |
| Pays-Bas (Nederlandse Top 40)           | 9                  |
| Pays-Bas (Single Top 100)               | 24                 |
| Royaume-Uni (UK Singles Chart)          | 1                  |
| Suède (Sverigetopplistan)               | 8                  |
| Suisse (Schweizer Hitparade)            | 28                 |

## Certifications
| Pays              | Certification |
| ----------------- | ------------- |
| Royaume-Uni (BPI) | Argent        |